# بارنز (آلاباما)
بارنز (به انگلیسی: Barnes) یک منطقهٔ مسکونی در ایالات متحده آمریکا است که در شهرستان داله، آلاباما واقع شده‌است. بارنز ۱۵۰٫۸۸ متر بالاتر از سطح دریا قرار دارد.